# Khuushuur
El Khuushuur (Mongol: Хуушууp) es un tipo de empanada o masa rellena muy popular en la cocina mongola. La carne puede ser por igual de vaca o cordero (este más tradicional), que suele estar picada con cebollas y ajo y otras especies. La masa exterior se enrolla sobre la carne haciendo una especie de "bolsillo" semicircular. El cocinero cierra los extremos para que no se salga su contenido. Se fríen en aceite hasta que se doran y se ponen marrones de color exterior, se sirve caliente y se come con las manos.